# Jacquian Williams
Jacquian Williams (Apopka, 20 luglio 1988) è un giocatore di football americano statunitense che milita nel ruolo di linebacker nella National Football League (NFL) e dal 2014 è free agent. Fu scelto nel corso del sesto giro (202º assoluto) del Draft NFL 2011 dai New York Giants. Al college ha giocato a football alla University of South Florida.

## Carriera professionistica

### New York Giants

#### Stagione 2011
Williams fu scelto nel corso del sesto giro del Draft 2011 dai Giants, riunendosi col compagno di college Jason Pierre-Paul. Il 29 luglio, il giocatore firmò un contratto quadriennale coi Giants. Nel corso del training camp, Williams giocò principalmente nella difesa della terza squadra. Nella sua stagione regolare da rookie, Williams disputò tutte le 16 gare, due delle quali come titolare, mettendo a segno 78 tackle e un sack. I Giants conclusero la stagione con un record di 9-7, qualificandosi per un soffio ai playoff grazie alla vittoria decisiva sui Cowboys. Nella off-season, essi eliminarono nell'ordine gli Atlanta Falcons, i favoritissimi e campioni in carica Green Bay Packers e nella finale della NFC i San Francisco 49ers, gara, quest'ultima, in cui, dopo che Williams strappò il pallone al ritornatore dei 49ers Kyle Williams, i Giants recuperarono l'ovale e calciarono il field goal della vittoria con Lawrence Tynes. Il 5 febbraio 2012, nel Super Bowl XLVI, vinto contro i New England Patriots 21-17, Williams si laureò per la prima volta campione NFL.

#### Stagione 2012
Il 5 settembre 2012, nella prima gara della nuova stagione, i Dallas Cowboys si vendicarono dei New York Giants campioni in carica che li avevano esclusi dalla corsa ai playoff l'annata precedente, vincendo 24-17 in trasferta. Nella partita, Williams mise a segno un sack su Tony Romo. La sua seconda stagione si concluse con dieci presenze (3 come titolare), con 30 tackle, 1 sack e 2 passaggi deviati.

## Palmarès
- Super Bowl : 1 Vincitore del Super Bowl XLVI

## Statistiche
| Partite totali      | 16  |
| Partite da titolare | 5   |
| Tackle              | 108 |
| Sack                | 2,0 |
| Intercetti          | 0   |
| Fumble forzati      | 0   |

Statistiche aggiornate alla stagione 2012